# 威利斯 (內布拉斯加州)
威利斯（英語：Willis）是位於美國內布拉斯加州達科他縣的非建制地區。

## 地理
威利斯所處的海拔為高於海平面354米（即1161英呎），而該地所採用的時區為UTC-6，即北美中部时区（CST）。同時該地設有夏令時間，為UTC-6調快一小時，即UTC-5（CDT）。